# Captain Commando
Captain Commando (キャプテンコマンドー?) es un personaje de videojuego, y la mascota anterior de la compañía de videojuegos Capcom. Su nombre se deriva del de su empresa (Captain Commando). Él es un superhéroe de cabello rubio, luce un visor y viste traje blanco y azul con una gran estrella en su pecho.

## Orígenes
Apareció originalmente en algunos de los títulos para Nintendo Entertainment System, usando un traje piloto. Si bien en la parte trasera cubre, dice "Captain Commando". También apareció en los manuales de instrucción para los videojuegos de Capcom durante el desarrollador de los primeros días de juego en la producción de mediados del decenio de 1980, agradeciendo al jugador por la compra del juego. En que las primeras entregas, no tenía gafas, llevaba dos grandes medallones con la letra "C" alrededor de su cuello, y esgrimía un arma en una mano y una espada en la otra. Finalmente, fue estrenado un videojuego beat 'em up propio con su actual diseño en 1991 (titulado simplemente Captain Commando), sin embargo no atrajo la cantidad de atención esperada de los jugadores de arcade, y fue sustituido como la mascota de Capcom después de que los personajes más conocidos de videojuegos como Mega Man y Street Fighter se hicieran más populares. 
En el videojuego hay más personajes además del protagonista, ellos son miembros del Commando Team y después esta como el líder entre ellos:
- Captain Commando: Él es el líder del Team Commando. tiene una armadura hecha de material extraterrestre. Con ese mismo traje es capaz de aumentar su fuerza y puede controlar el fuego y la electricidad. En el videojuego su ocupación y nombre son desconocidos. Basándose en el manga recién mencionado. Puedes darte cuenta de que su verdadero nombre es Mars Carlisle y es el C.E.O. de una compañía llamada Star Electronics.
- Ginzu the ninja (Sho) : Él es un ninja japonés de 28 años de edad.  maestro del "ninjutsu". Ginzu carga una katana con la que se es capaz de partir a los enemigos por la mitad (en la SNES censuraron algunas cosas incluyendo esto también) según el manga (también llamado Captain Commando publicado en 1994 y de regreso en 2012) se puede apreciar que el nombre de su katana es "Lightning Light" un regalo del padre de Captain Commando.
- Babyhead (Hoover): Es un niño de dos años de edad , siendo todo un genio, tiene casi la misma inteligencia del mismísimo Albert Einstein. Está a bordo de un robot que él mismo creó. Además el robot tiene la habilidad de lanzar explosivos por una de las rodillas del mismo.
- Mack the knife (Jennety): Es una momia alienígena (la verdad no se sabe de donde proviene). Él está cubierto de vendajes, los cuales son los que lo mantienen vivo en la Tierra. Cuenta con dos cuchillos los cuales si llegan a tener contacto con el enemigo puede destrozarlos. Es el más alto del equipo con 2.10 m de estatura.

El personaje fue resucitado en 1998 como combatiente en el videojuego Marvel vs. Capcom: Clash of Super Heroes. En 2005, el personaje fue resucitado por segunda vez como un personaje en el videojuego crossover RPG Namco × Capcom (publicado solo en Japón). En ambos videojuegos, es ayudado por sus tres asociados del Team Commando, así como Guy de Final Fight.

## Apariciones en videojuegos
- Section Z (1985)
- Captain Commando (1991)
- Marvel vs. Capcom: Clash of Super Heroes (1998)
- Marvel vs. Capcom 2: New Age of Heroes (2000)
- Namco × Capcom (2005)

- Datos: Q2937628